# Pugačëvskij rajon
Il Pugačëvskij rajon (in russo Пугачёвский район?) è un rajon dell'Oblast' di Saratov, nella Russia europea; il capoluogo è Pugačëv.